# Angelo Pierallini
Angelo Pierallini (Figline Valdarno, 2 dicembre 1807 – Figline Valdarno, 15 ottobre 1884) è stato un architetto italiano.

## Biografia
Professionista attivo principalmente nell'area del Valdarno Superiore, dove era nato a Figline Valdarno, esegue nella città natale il Camposanto della Misericordia (1859-1867) e il Teatro Garibaldi(1868-70). 
Il teatro si trova addossato alle mura, presso il Cassero, ed è stato recentemente restaurato. Dietro il palcoscenico sono state messe in luce le mura medievali. Da qui si raggiunge in breve, verso destra, il quadrato cimitero monumentale della Misericordia, neoclassico, costituito da quattro cappelle cupolate (dove trova posto anche la sua tomba), agli angoli, congiunte da porticati; in fronte al solenne ingresso è un sacrario preceduto da colonne, di gusto palladiano. Vi si trovano varie statue in terracotta e monumenti funebri otto-novecenteschi di discreto interesse.. 
Angelo Pierallini partecipa nel 1866 con un proprio progetto al Concorso per la facciata del Duomo di Firenze poi realizzata dall'architetto Emilio De Fabris. 
La sua figura, al pari di molte altre di operatori radicati nella realtà microterritoriale della Toscana, testimonia del capillare diffondersi del vecchio linguaggio dell'Architettura del Classicismo della Restaurazione anche nelle ‘periferie’ dell'antico Granducato e della sostanziale continuità linguistica fra l'età lorenese e la nuova realtà edificatoria dell'Italia Unita.